# شيوري إيزاوا
شيوري إيزاوا (井澤詩織 إيزاوا شيوري) هي مؤدية أصوات يابانية ولدت في 1 فبراير 1987 في محافظة سايتاما.

## أدوارها في الأنمي

### مسلسلات أنمي تلفزيونية
- جيرلز أند بانتزر - ميدوريكو سونو
- وتش كرافت ووركس - تانبوبو كورايشي
- سورد آرت أونلاين - بينا، أرغو
- سورد آرت أونلاين II - بينا
- الملعقة الفضية - مايومي يوشينو
- مدينة مدارس القتال أستريسك - سايا ساساميا
- دورارارا!! - شيري
- دورارارا!! ×2 المقدمة - كيومين
- دورارارا!! ×2 الخاتمة - كيومين
- فايري تايل - ماري هيوز
- سجل الأفق - كاوارا
- نوراغامي - مويو
- نوراغامي ARAGOTO - مويو
- شيروباكو - أي كونوغي
- سيرين - ميو هاياما
- لوستوريج إنسايتد ويكروس - ناناشي
- تابو تاتو - إلتوتوميش
- فتيات كرة الطاولة المشتعلات - كوروري فوتامارو
- كوزو نو هونكاي - نوريكو كاموميباتا
- كواليديا كود - زاكورو أوتوناشي
- صنع في الهاوية - ناناتشي
- سيتروس - ماتسوري ميزوساوا
- رجل المنشار - بوتشيتا
- لا تلعبي معي يا آنسة ناغاتورو - ساكورا

### أفلام أنمي
- بوبين Q - أوي هيوكا
- فيلم سورد آرت أونلاين: أوردينال سكيل - بينا

## أدوارها في ألعاب الفيديو
- سورد آرت أونلاين: هولو فراغمنت - أرغو

## وصلات خارجية
- شيوري إيزاوا على موقع IMDb (الإنجليزية)
- شيوري إيزاوا على موقع ميوزك برينز (الإنجليزية)
- شيوري إيزاوا على موقع قاعدة بيانات الفيلم (الإنجليزية)
- شيوري إيزاوا على موقع ANN person (الإنجليزية)